# The Lost Language of Cranes
The Lost Language of Cranes (tj. Ztracený jazyk jeřábů) je britský hraný film z roku 1991, který režíroval Nigel Finch podle stejnojmenného románu Davida Leavitta z roku 1986. Film se zabývá problematikou coming outu. Snímek měl světovou premiéru na Mezinárodním filmovém festivalu v Londýně 14. listopadu 1991.

## Děj
Philipovi je 20 let a pracuje v londýnském nakladatelství. Jednoho dne se rozhodne, že svým rodičům řekne, že je gay. Ti jsou jeho oznámením zaskočeni. Jeho matka Rose mu sdělí, že bude potřebovat čas, aby vyrovnat se s tím srovnala. Mnohem větší dopad má jeho coming out na jeho otce Owena, který se rozpláče. Owen je také gay, což před svou rodinou tají již celá desetiletí. Mezitím za Philipovým přítelem, Američanem Elliotem přijedou na návštěvu jeho adoptivní rodiče, homosexuální pár, Derek a Geoffrey. Krátce po jejich návštěvě se Elliot rozhodne ukončit vztah s Philipem a odstěhuje se do Paříže. Owen a Philip jdou spolu na večeři a Owen se ptá syna ohledně jeho sexuality. Na univerzitě, kde pracuje, je nový kolega Winston. Domnívá se, že je homosexuál a proto ho chce pozvat domů na večeři, protože by se mohl Philipovi líbit. Nicméně během návštěvy Rose pochopí, že Owen nepozval Winstona kvůli synovi, ale kvůli sobě. Když jsou po večeři sami, zeptá se manžela přímo a ten jí řekne pravdu. Poté odejde za Philipem a řekne o sobě i synovi.

## Obsazení
| Brian Cox        | Owen     |
| Angus Macfadyen  | Philip   |
| Eileen Atkins    | Rose     |
| Corey Parker     | Elliot   |
| Richard Warwick  | Frank    |
| Cathy Tyson      | Jerene   |
| Rene Auberjonois | Geoffrey |
| John Schlesinger | Derek    |
| Ben Daniels      | Robin    |
| Nigel Whitmey    | Winston  |

## Ocenění
- BAFTA – nominace v kategorii nejlepší herec (Brian Cox)